# 마가렛 이슬리
마가렛 이슬리(Margaret Easley, 1970년 6월 2일 ~ )는 미국의 배우, 연극 배우, 텔레비전 배우, 성우, 영화배우이다.
오스틴에서 태어났다.

## 영화
- 리스팅에이전트 (2013년) - 웬디 브라운 역
- NCIS 시즌5 (2007년) - 사라 닐슨 역
- 빅 러브 (2006년)
- 해리스 부인 (2005년)
- 클로저 (2005년)
- 허프 (2004년)
- 루니 튠즈 - 소설보다 낯선 (2003년)
- 루니 튠즈 - 리얼리티 체크 (2003년)
- 슬랙커즈 (2002년)
- 마고의 두 남편 (2000년)
- 도로시 댄드리지 (1999년)
- 쇼킹 패밀리 (1999년)